# Колехмайнен, Тату
Тааветти Хейкки «Тату» Колехмайнен — финский легкоатлет, бегун на длинные дистанции. Выступал на Олимпийских игр 1912 года в беге на 10 000 метров и в марафоне, однако на обеих дистанциях в финале не смог финишировать. В 1920 году принял участие на Олимпиаде в Антверпене на марафонской дистанции, заняв 10-е место — 2:44.02,3. 18 мая 1913 года на соревнованиях в Хельсинки установил мировой рекорд в беге на 20 000 метров — 1:07.40,2.
Старший брат Ханнеса Колехмайнена.

## Достижения
- 2-е место на марафоне в Коуволе 1907 года — 2:46.37 (40 км)[4]
- 4-е место на марафоне в Хельсинки 1907 года — 2:59.31,8 (40 км)[4]
- 2-е место на марафоне в Выборге 1907 года — 3:04.15 (40 км)[4]
- 1-е место на марафоне в Выборге 1908 года — 2:39.04 (40 км)[5]
- 1-е место на марафоне в Хельсинки 6 сентября 1908 года — 2:58.55 (40 км)[5]
- 2-е место на марафоне в Хельсинки 24 мая 1908 года — 3:00.09,2[5]
- 1-е место на марафоне в Хельсинки 1909 года — 2:51.28,5[6]
- 2-е место на марафоне в Ханко 1909 года — 3:17.45,4[6]
- 1-е место на марафоне в Оулункюле 1912 года — 2:29:07.6(40 км)[7]
- 1-е место на марафоне в Тампере 1912 года — 2:39.13,8 (40 км)[7]
- 2-е место на марафоне в Лондоне 1913 года — 2:41.48[8]
- 1-е место на марафоне в Тампере 1913 года — 2:40.01,6 (40 км)[8]
- 3-е место на марафоне в Хельсинки 1913 года — 2.52,44 (40 км)[8]
- 1-е место на марафоне в Турку 1919 года — 2:33.04 (40 км)[9]
- 1-е место на марафоне в Хювинкяа 1920 года — 2:39.03,5 (40 км)[10]
- 1-е место на марафоне в Выборге 1920 года — 2:39.03,7 (distance unknown)[10]
- 1-е место на марафоне в Таллине 1921 года — 2:54.20,4 (40 км)[11]
- 6-е место на марафоне в Гётеборге 1923 года — 3:03.03,6 (40 км)[12]